# Peter W. Schmitt
Peter W. Schmitt (* 6. Juli 1954 in Offenbach am Main)
ist ein deutscher Musiker und Filmkomponist.
Zu seinen bekanntesten Arbeiten gehört die Musik zu dem Kinofilm „Echte Kerle“ von Rolf Silber
und über 150 Folgen von „Käpt’n Blaubärs Seemansgarn“. 1984 wurde das Musical „Einer von uns – Uno Come Noi“ in den Kammerspielen Frankfurt am Main uraufgeführt. Er schrieb außerdem für Fernsehproduktionen wie Till Eulenspiegel die Filmmusik.

## Filmmusik (Auswahl)
- 1984: Kassensturz
- 1992: 5 Zimmer, Küche, Bad
- 1996: Echte Kerle
- 2001: Allein unter Männern
- 2003: Helden ohne Heimat
- 2003: Der Auftrag – Mordfall in der Heimat
- 2006: Der Seehund von Sanderoog
- 2006: Der beste Lehrer der Welt
- 2007: Ein Teufel für Familie Engel
- 2008: Das tapfere Schneiderlein
- 2009: Der gestiefelte Kater
- 2009: Durch diese Nacht
- 2010: Der Meisterdieb
- 2011: Achtung Arzt!
- 2011: Männer ticken, Frauen anders
- 2012: Allerleirauh
- 2012: Nein, Aus, Pfui! Ein Baby an der Leine
- 2013: Vom Fischer und seiner Frau
- 2014: Alles Verbrecher – Eiskalte Liebe
- 2014: Till Eulenspiegel
- 2015: Alles Verbrecher – Leiche im Keller
- 2015: Hans im Glück
- 2015: Nele in Berlin